# Greentown (Ohio)
Greentown és una concentració de població designada pel cens dels Estats Units a l'estat d'Ohio. Segons el cens del 2000 tenia 3.154 habitants.

## Demografia
Segons el cens del 2000, Greentown tenia 3.154 habitants, 1.039 habitatges, i 870 famílies. La densitat de població era de 444,4 habitants per km².
Dels 1.039 habitatges en un 47,8% hi vivien nens de menys de 18 anys, en un 76,2% hi vivien parelles casades, en un 5% dones solteres, i en un 16,2% no eren unitats familiars. En el 13,3% dels habitatges hi vivien persones soles el 4,4% de les quals corresponia a persones de 65 anys o més que vivien soles. El nombre mitjà de persones vivint en cada habitatge era de 3,04 i el nombre mitjà de persones que vivien en cada família era de 3,34.
Per edats la població es repartia de la següent manera: un 32,7% tenia menys de 18 anys, un 6,1% entre 18 i 24, un 30,8% entre 25 i 44, un 23,7% de 45 a 60 i un 6,7% 65 anys o més.
L'edat mediana era de 35 anys. Per cada 100 dones de 18 o més anys hi havia 98,8 homes.
La renda mediana per habitatge era de 69.145 $ i la renda mediana per família de 74.712 $. Els homes tenien una renda mediana de 48.472 $ mentre que les dones 26.204 $. La renda per capita de la població era de 24.854 $. Aproximadament l'1,4% de les famílies i el 0,9% de la població estaven per davall del llindar de pobresa.

## Poblacions més properes
El següent diagrama mostra les poblacions més properes.